# Amaru Topa Inka

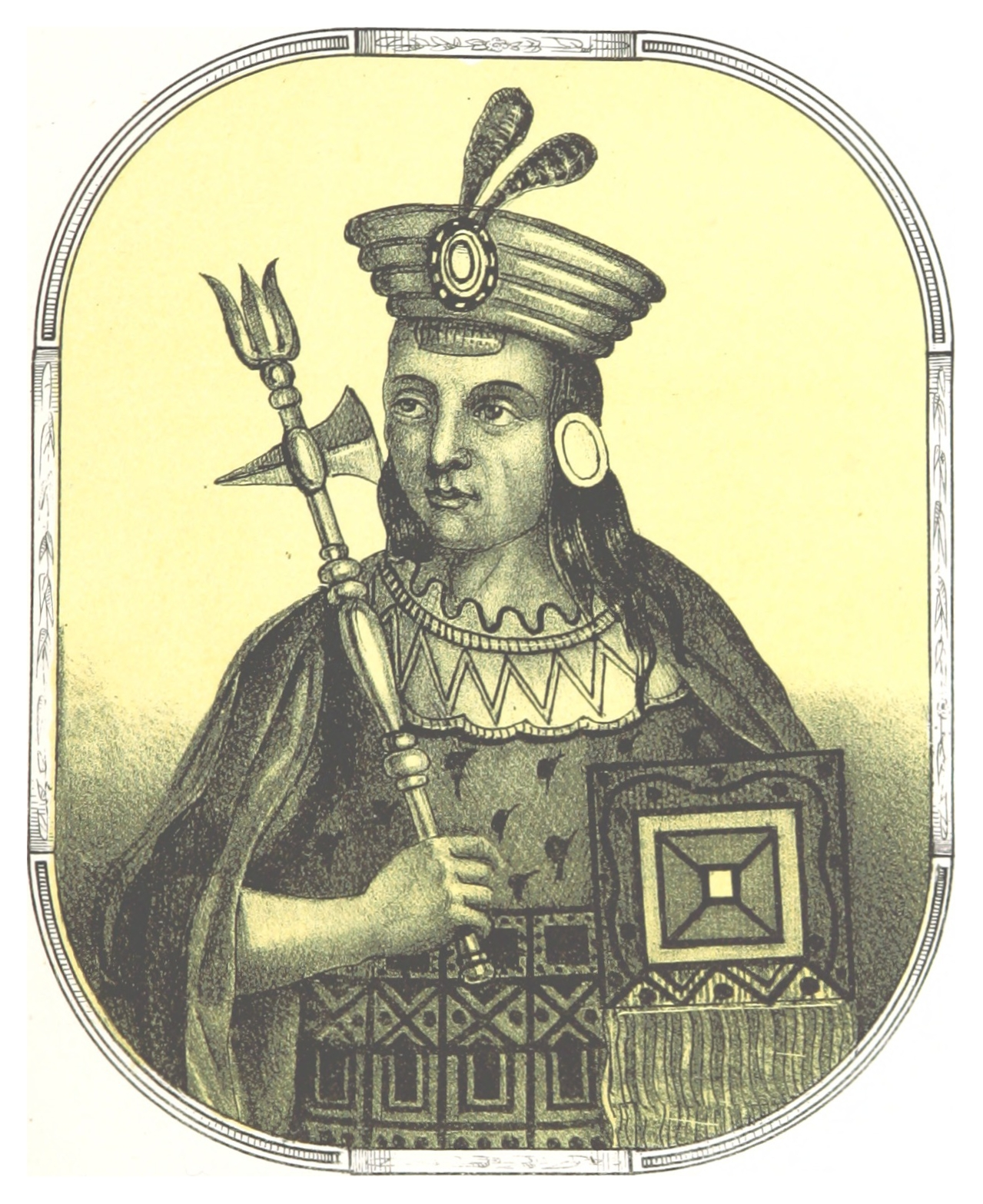
Amaru Topa Inka

Amaru Topa Inka, nach peruanischer Quechuaschreibung Amaru Tupaq Inka, war um 1450 ein Mitherrscher über das Inkareich.
Er war ein Sohn des neunten Inkaherrschers Pachacútec Yupanqui und seiner Frau Mama Anarhuaque. Um 1450 ernannte ihn sein Vater zum Nachfolger und Mitherrscher.
Doch der junge Prinz hatte keine kriegerischen Kapazitäten. Dies wurde klar, als ein Aufstand in der Gegend des Titicacasees ausbrach. Pachacútec sandte seinen Sohn, als Mitherrscher, zusammen mit seinen zwei Brüdern, um den Aufstand zu beenden. Die Inka waren siegreich, doch alle Entscheidungen Amarus waren desaströs, und ohne die Hilfe seiner Brüder hätte er es nicht geschafft, den Aufstand niederzuschlagen. Pachacútec änderte wegen der militärischen Unfähigkeit seines Mitherschers seine Entscheidung und ernannte Tupac Yupanqui zum Nachfolger und Mitregenten.
Selbst nach seiner Degradierung behielt Amaru viel Einfluss in der Politik und regierte Cusco in der Abwesenheit seines Vaters.